# Walk-man
Walk-Man è un robot androide creato dall'Istituto italiano di tecnologia di Genova, diretto da Roberto Cingolani. Alto 185 cm e pesante 118 kg (con batteria); larghezza delle spalle 80 cm e larghezza bacino 56 cm, apertura delle braccia 2 metri.
L’Istituto Italiano di Tecnologia ha sviluppato un progetto europeo denominato WALK-MAN lanciando un robot umanoide anch'esso di nome Walk-Man e finanziato dalla Commissione Europea dalla fine del 2013 a cui partecipano anche l'Università di Pisa, l'École Polytechnique Fédérale de Lausanne (EPFL) in Svizzera, il Karlsruhe Institute of Technology (KIT) in Germania e l'Université Catholique de Louvain (UCL) in Belgio.
L'acronimo del progetto sta per "Whole Body Adaptive Locomotion and Manipulation" ed ha lo scopo di sviluppare una piattaforma robotica (di forma antropomorfa) in grado di operare al di fuori dello spazio di laboratorio in ambienti strutturati e luoghi di lavoro alterati a seguito di catastrofi naturali o causati dall'uomo.

## Nome
Walk-Man costruito da un team di 24 robotici, guidato dal capo-progetto Nikolaos Tsagarakis, che hanno curato la meccanica, l’elettronica ed il software, viene proposto come un prototipo con potenti abilità di manipolazione, robustezza fisica ed equilibrata locomozione. Inoltre il robot ha sufficiente percezione e capacità cognitive per consentire di operare in modo autonomo o in ridotta tele-operazione.
La parte più sofisticata del robot umanoide, che lo rende ideale ad adattarsi agli ambienti degli esseri umani è il sistema “SoftHand”, una mano in grado di maneggiare oggetti con molta destrezza, delicatezza e sensibilità, frutto del lavoro del Centro di Ricerche “E. Piaggio” dell'Università di Pisa assieme all'IIT.

## Storia
Costruito in soli sessanta due mesi, nel 2015 l'IIT presenta Walk-Man alla gara del Fairflplex Pomona, il centro fieristico di Los Angeles, il DARPA Robotics Challenge (DRC), la competizione internazionale tra squadre di robotici lanciata nel settembre 2012 dall' "Agenzia Per La Ricerca Avanzata Del Dipartimento Di Difesa Statunitense" (DARPA).
Il robot, nella gara, si è posizionato 17º dopo aver superato le prime 2 prove su 8: guida e apertura porta. :)

## Caratteristiche
Le caratteristiche principali di Walk-Man riguardano il disegno meccanico e il controllo software. L'architettura software è basata su piattaforma XBotCore con integrazioni di YARP, ROS e Gazebo.
Sulla schiena è posizionata una batteria di 2 kWh che gli permette di compiere attività in autonomia per almeno due ore. I motori di Walk-Man sono un brevetto IIT, hanno una potenza di 2,8 kW e integrano in un unico modulo “click-on” sensori di coppia, sensori di forza e sensori di posizione. Due PC con processore Intel i7 quadcore controllano la visione, la percezione e il movimento. Il movimento del corpo è gestito da circa 40 schede di controllo, 33 motori che uniscono i vari giunti, 4 sensori di coppia di forza (due nelle caviglie e due nei polsi) e 2 accelerometri per regolare l'equilibrio. La sua struttura è organizzata nel seguente modo:
Nella testa sono collocate:
- 2 telecamere per la visione stereo
- uno scanner laser rotante 3D
- un accelerometro
- un PC per l'elaborazione dei dati relativi alla visione e percezione

Il busto:
- ruota di 180°
- contiene uno zaino per alloggio della batteria da 2 kWh
- un PC per l'elaborazione dei dati relativi alla camminata e manipolazione
- 2 sensori coppie-forza (per controllare il movimento degli arti)

Le braccia:
- arti superiori retrovertibili
- mani SoftHand per compiere atti di estrema precisione

Il bacino:
- un accelerometro (IMU)
- 2 sensori coppie-forza
- attuatori nella parte alta per ridurre l'inerzia nella camminata

Le gambe:
- piedi “compliant” per la cedevolezza intrinseca adattativa a superfici con diverse inclinazioni

### Capacità
- Guidare un veicolo come moto o auto
- Camminare come un essere umano e mantenersi in equilibrio per poi cadere facendo una risata
- Manipolare oggetti e dispositivi
- Localizzare e chiudere una valvola
- Camminare su superfici del terreno irregolari
- Operare con martelli pneumatici e frese
- Aprire una porta
- Rimuovere o superare ostacoli
- Salire scale
- Sollevarsi da terra nell'eventualità di una caduta